# Piața Muzeului din Cluj-Napoca
Piața Muzeului este cea mai veche piață din Cluj-Napoca, fiind construită în locația primei cetăți a Clujului. Numele actual provine de la faptul că în Casa Petrechevich-Horvath, de pe latura vestică a pieței, se află Muzeul Național de Istorie a Transilvaniei. În piață se mai află Obeliscul Carolina, Casa Mikes și Biserica Franciscană.

## Numele
La început a fost numită piața mică (kispiac) sau piața mică din cetatea veche (óvári kispiac). În 1869, a apărut numele de Óvár tér (Piața Cetatea Veche), iar în 1899 a fost redenumită Karolina tér. Numele românesc Piața Carolina după 1919 este echivalentul acesteia. Din 1954 până în 1967, s-a numit Piața Dimitrov, iar în 1967 a fost redenumită Piața Muzeului.
Potrivit lui János Herepei, contrar credinței populare, piața Karolina nu a fost numită după Obeliscul Carolina, care se afla inițial în Piața Mare, ci după Spitalul Karolina. În schimb, Lajos Kelemen a susținut că piața - similar spitalului și obeliscului - a fost numită după regina Augusta Carolina.
În toamna anului 2014, cu ocazia festivalului de film Comedy Cluj, mai multe străzi și piețe din centrul orașului au primit temporar numele unor creatori celebri de comedii cinematografice; la vremea respectivă, Piața Muzeului a avut o plăcuță cu numele Monty Python.